# アネル・ハジッチ
アネル・ハジッチ（Anel Hadžić、1989年8月16日 - ）は、ユーゴスラヴィア（現ボスニア・ヘルツェゴビナ）・ヴェリカ・クラドゥシャ出身の元プロサッカー選手。元サッカーボスニア・ヘルツェゴビナ代表。現役時代のポジションはMF。

## 経歴

### クラブ
幼少期に家族と共にオーストリアに移住。SVリートのユースチームを経て、FCヴェルスでプロデビュー。
ヴェルスで5試合に出場した後、ユース時代を過ごしたリートに復帰。
2013年5月、SKシュトゥルム・グラーツに移籍。
2016年1月、トルコのエスキシェヒルスポルに移籍金30万ユーロで移籍。
エスキシェヒルスポルの降格後、ハンガリーのヴィデオトンFCに移籍。
2021年1月、FCヴァッカー・インスブルックに移籍。
同年7月、FCヴェルスに復帰。
同年12月17日、現役引退を表明した。

### 代表
ユース年代ではオーストリア代表に選ばれていたが、2012年3月にボスニア・ヘルツェゴビナ代表に変更することを表明した。
2014年3月5日、インスブルックで開催されたエジプト代表とのフレンドリーマッチでボスニア・ヘルツェゴビナ代表デビュー。
2014 FIFAワールドカップではグループステージ最終戦のイラン代表戦に出場した。

## 代表歴

### 出場大会
- ボスニア・ヘルツェゴビナ代表
  - 2014 FIFAワールドカップ

### 試合数
- 国際Aマッチ 14試合 0得点（2014年-2017年）[14]

| ボスニア・ヘルツェゴビナ代表 | 国際Aマッチ | 国際Aマッチ |
| 年                           | 出場        | 得点        |
| ---------------------------- | ----------- | ----------- |
| 2014                         | 6           | 0           |
| 2015                         | 4           | 0           |
| 2016                         | 3           | 0           |
| 2017                         | 1           | 0           |
| 通算                         | 14          | 0           |

## タイトル
SVリート
- オーストリア・カップ: 2010–11

ヴィデオトンFC
- ハンガリー1部: 2017-18
- マジャル・クパ: 2018-19